# سيرغي غورلوكوفيتش
سيرغي غورلوكوفيتش (مواليد 18 نوفمبر 1961) هو لاعب كرة قدم. يلعب مع منتخب الاتحاد السوفيتي لكرة القدم. سبق له أن لعب في كأس العالم لكرة القدم مع منتخب بلاده.

## روابط خارجية
- سيرغي غورلوكوفيتش على موقع الاتحاد الدولي (مؤرشف)  (الإنجليزية)
- سيرغي غورلوكوفيتش على موقع قاعدة بيانات كرة القدم.إي يو (الإنجليزية)
- سيرغي غورلوكوفيتش على موقع بيانات كرة القدم. دي إي (الألمانية)
- سيرغي غورلوكوفيتش على موقع ناشيونال فوتبول تيمز (الإنجليزية)
- سيرغي غورلوكوفيتش على موقع عالم كرة القدم.نت (الإنجليزية)
- سيرغي غورلوكوفيتش على موقع أوليمبيديا (الإنجليزية)